# مسابقات جهانی شنا (۲۵ متر) ۱۹۹۳
مسابقات جهانی شنا (۲۵ متر) ۱۹۹۳ یا مسابقات جهانی کورس کوتاه از ۲ تا ۵ سپتامبر ۱۹۹۳ میلادی در پالما د مایورکا، اسپانیا برگزار شده است.

## کشورهای شرکت‌کننده
در این مسابقات ۳۱۳ شناگر از ۴۶ کشور جهان حضور داشته‌اند:
| - الجزایر - استرالیا - بلژیک - برزیل - کانادا - چین - کلمبیا - کرواسی - کوبا | - جمهوری چک - دانمارک - اکوادور - استونی - فنلاند - فرانسه - آلمان - بریتانیای کبیر - یونان | - هند - جمهوری ایرلند - ایتالیا - ژاپن - قزاقستان - لتونی - مقدونیه شمالی - مولدووا - هلند | - نیوزیلند - نروژ - لهستان - پرتغال - پورتوریکو - روسیه - اسلواکی - اسلوونی - آفریقای جنوبی | - اسپانیا - سوئد - سوئیس - سوریه - ترینیداد و توباگو - اوکراین - اروگوئه - ایالات متحده آمریکا - جمهوری فدرال سوسیالیستی یوگسلاوی |

## جدول مدال‌ها
| رتبه | کشور                | طلا | نقره | برنز | مجموع |
| ۱    | چین                 | ۱۰  | ۴    | ۱    | ۱۵    |
| ۲    | ایالات متحده آمریکا | ۷   | ۶    | ۸    | ۲۱    |
| ۳    | استرالیا            | ۴   | ۹    | ۸    | ۲۱    |
| ۴    | بریتانیای کبیر      | ۳   | ۲    | ۳    | ۸     |
| ۵    | برزیل               | ۲   | ۱    | ۱    | ۴     |
| ۶    | آلمان               | ۱   | ۳    | ۲    | ۶     |
| ۷    | فنلاند              | ۱   | ۱    | ۱    | ۳     |
| ۸    | کانادا              | ۱   | -    | ۱    | ۲     |
| ۸    | سوئد                | ۱   | -    | ۱    | ۲     |
| ۱۰   | کرواسی              | ۱   | -    | -    | ۱     |
| ۱۰   | فرانسه              | ۱   | -    | -    | ۱     |
| ۱۲   | لهستان              | -   | ۱    | ۲    | ۳     |
| ۱۳   | ایتالیا             | -   | ۱    | -    | ۱     |
| ۱۳   | ژاپن                | -   | ۱    | -    | ۱     |
| ۱۳   | مولدووا             | -   | ۱    | -    | ۱     |
| ۱۳   | هلند                | -   | ۱    | -    | ۱     |
| ۱۳   | نیوزیلند            | -   | ۱    | -    | ۱     |
| ۱۳   | اسپانیا             | -   | ۱    | -    | ۱     |
| ۱۹   | بلژیک               | -   | -    | ۱    | ۱     |
| ۱۹   | کوبا                | -   | -    | ۱    | ۱     |
| ۱۹   | روسیه               | -   | -    | ۱    | ۱     |